# Lago Mungo
O Lago Mungo é um lago seco localizado em Nova Gales do Sul, Austrália. Fica a cerca de 760 km a oeste de Sydney e 90 km a nordeste de Mildura. O lago é a característica central do Parque Nacional de Mungo e é um dos dezessete lagos da Região dos Lagos Willandra, considerada Patrimônio Mundial. Muitos achados arqueológicos importantes foram feitos no lago, mais significativamente a descoberta dos restos mortais do Homem Mungo, o mais antigo vestígio humano encontrado na Austrália, e da Mulher Mungo, o mais antigo vestígio humano no mundo a ser cremado ritualmente.

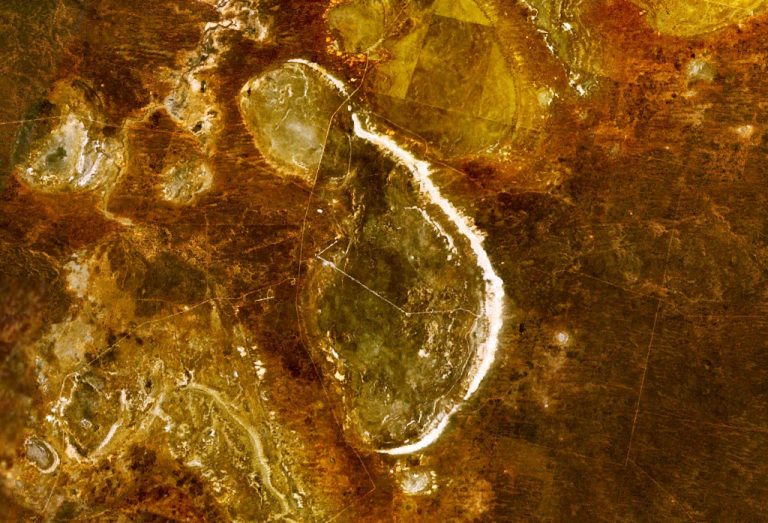
Imagens do Landsat 7 do Lago Mungo. A linha branca que define a margem oriental do lago é a duna de areia, onde a maior parte do material arqueológico foi encontrado.